# 페기 립턴
페기 립턴(Peggy Lipton, 1946년 8월 30일 ~ 2019년 5월 11일)은 미국의 배우, 모델이다.

## 출연 작품

### 드라마
- 트윈 픽스